# Liste der Träger des Order of British Columbia
In dieser Liste sind die Träger des Order of British Columbia chronologisch aufgeführt.
| Inhaltsverzeichnis: 1990 • 1991 • 1992 • 1993 • 1994 • 1995 • 1996 • 1997 • 1998 • 1999 • 2000 • 2001 • 2002 • 2003 • 2004 • 2005 • 2006 • 2007 • 2008 • 2009 • 2010 • 2011 • 2012 • 2013 • 2014 • 2015 • 2016 • 2017 • 2018 • 2019 • 2020 • Weblinks |

## 1990
- Bryan Adams
- Gerald Andrews
- Henry Pybus Bell-Irving, O.C.
- David A. Boyes, O.C.
- Vernon C. Brink, O.C.
- Phyllis Chelsea
- Joseph H. Cohen, C.M.
- Helmut Eppich, C.M.
- Lori Fung, C.M.
- Gurdev S. Gill
- Rick Hansen, C.C.
- Robert H. Lee, C.M.
- Nathaniel T. Nemetz
- Jim Pattison, O.C.
- Howard E. Petch
- Robert P. Rogers
- Leslie Peterson, C.M.
- Jack Shadbolt
- Peter Wing, C.M.

## 1991
- Vivien E. Basco
- Frank Beinder
- Jack T. Bell, C.M.
- Edmund Desjardins
- Jack Diamond
- Richard Hunt, C.M.
- Asa Johal, C.M.
- Tong Louie
- Irene MacDonald
- Gordon F. MacFarlane
- Ian McTaggart-Cowan, O.C.
- Barbara Rae, C.M.
- Lawrence J. Wallace, O.C.
- Harry V. Warren

## 1992
- Patricia Baird, O.C.
- R. Wayne Campbell
- Suezone Chow
- Mel Cooper, C.M.
- Sushma Datt
- Ronald Eland, C.M.
- Joan Gentles
- Kerrin Lee-Gartner
- Dorothy Livesay
- R. T. (Phil) Nuytten
- Carole Sabiston
- Joseph Segal, C.M.
- Wolfgang Zimmermann

## 1993
- F. Gordon Antoine
- Unity Bainbridge
- May Brown, C.M.
- Marilyn Dahl
- Elida Peers
- Barbara Pentland
- Ross Charles Purse
- Sydney Segal
- A. J. (Jim) Spilsbury
- Takao Tanabe, C.M.
- Lorna Williams

## 1994
- Joan Acosta
- Ric Careless
- Jean Coulthard
- M. Rendina Hamilton
- Lucille Johnstone
- Peter James Lester
- Sophie Mae Pierre
- Bill Reid
- William G. Saywell, C.M.
- Martin T. Schechter
- Michael Smith
- Morris Wosk, C.M.

## 1995
- Nava Ashraf
- Robert Cooper
- Edna Cooper
- George Frederick Curtis, O.C.
- Robert Davidson
- Isabelle Diamond
- John Allen Fraser, O.C.
- David Foster, O.C.
- Tara Singh Hayer
- David C. Lam, O.C.
- Dorothy T. Lam
- J. Fenwick Lansdowne, O.C.
- Kenneth McVay
- Herbert Skidmore
- Arthur Skidmore
- David T. Suzuki, O.C.

## 1996
- Peter John Banks
- Jack K. Harman
- Henry Ketcham
- Eleanor Malkin, C.M.
- Basil Morissette
- Derek Porter, M.S.M.
- Ruth Schiller, C.M.
- (Dorothy) Isabelle Stubbs, O.C.
- John J. Verigin, C.M.
- George B. Zukerman, O.C.

## 1997
- Geraldine Braak, O.C.
- Michael Conway Baker
- Frances L. Fleming
- Marguerite Ford, C.M.
- Walter Gordon Hardwick
- Kathleen Heddle
- Meg Hickling, C.M.
- Douglas Jung
- John C. Kerr
- William Everett McKinney
- Howard White

## 1998
- Mark Angelo, C.M.
- Iona Campagnolo, P.C., C.M.
- Brian Canfield, C.M.
- Kathleen und Albert Dalzell
- Kenneth Georgetti, C.M.
- Hilda Gregory, C.M.
- Kazuko Komatsu
- Charles Laszlo, C.M.
- Michael O’Shaughnessy
- Jane Rule
- Martha Salcudean
- Roger Tonkin
- Roy Henry Vickers

## 1999
- Jean Jacques André
- Alex A. Campbell
- Eric Charman, C.M.
- Beverly Witter Du Gas, C.M.
- Timothy J. C. Frick
- Charan Gill
- Joseph Gosnell, Sr., O.C.
- David G. McLean
- J. Mavor Moore, C.C.
- Geoffrey C. Robinson, C.M.
- Richard Stace-Smith
- Alison Sydor
- Nancy J. Turner
- Winnifred Ariel Weir

## 2000
- Helen Burnham
- W. Lorne Davies
- Thomas James Foord
- Virginia Giles
- Murray Goldman
- Jane Heffelfinger
- Paul Frederick Howard
- Vicky Husband, C.M.
- Diana Krall
- Victor Ling
- Margaret Mitchell
- Grace Elliott Nielsen
- Gordon A. Smith, C.M.
- Harvey Thommasen
- Henry Hiroshi Wakabayashi

## 2001
- Robert Bateman, O.C.
- Raffi Cavoukian, C.M.
- Simon Charlie
- Judith Forst, O.C.
- Chan Gunn, C.M.
- Chester A. Johnson, C.M.
- Sarah McLachlan, O.C.
- Beverly Nann
- Myfanwy Spencer Pavelic, C.M.
- Leonel Perra
- Hayward Rogers
- Sarah-Spring Stump
- Mervyn Wilkinson, C.M.
- Ken und Jan Willoughby
- Yosef Wosk

## 2002
- John (Jack) Patrick Blaney
- Gathie Falk, C.M.
- Garde B. Gardom
- Patsy George
- Irving Allen Guttman
- H. Martin Kenney, C.M.
- Norma I. Mickelson, C.M.
- K. George Pedersen, C.C.
- Gian Singh Sandhu
- Ernest Alvia (Smokey) Smith, V.C., C.M., C.D.

## 2003
- Geoffrey Ballard, C.M.
- Irving (Ike) Barber
- Peter Brown
- Rose Charlie
- Debra L. Foxcroft
- James Hart
- Edgar F. Kaiser Jr.
- Trevor Linden
- Harry McWatters
- Roy Quock Quon Mah
- P. K. Page
- John W. (Jack) Poole
- Dallas M. Richards
- Milton K. Wong

## 2004
- Richard J. Beamish, C.M.
- Thomas R. Berger, O.C.
- George Bowering, O.C.
- Barbara Brink, C.M.
- Frank A. Calder, O.C.
- Leila Getz, C.M.
- Nancy Greene, O.C.
- Grace M. McCarthy, O.C.
- Peter J. Newbery, C.M.
- Donald Rix
- Balwant Sanghera
- William L. Sauder
- Alfred J. Scow, C.M.
- John W. Turvey

## 2005
- Raghbir Singh Bains
- Denny Boyd
- Rosemary Brown
- Felix A. Durity
- Charles W. Elliott
- June E. Goldsmith, C.M.
- Edward John Hughes, O.C.
- Jack Jensen
- Perry R. W. Kendall
- William Patrick Kinsella, O.C.
- Bob Lenarduzzi
- E. George MacMinn
- Patrick und Edith McGeer
- Martha C. Piper, O.C.
- Anthony von Mandl

## 2006
- Beverley Ann Busson, C.O.M.
- Wallace Bakfu Chung, C.M.
- Janet Nita Connolly
- Thomas Anthony Dohm, C.M.
- S. Larry Goldenberg
- Joy Kogawa, C.M.
- Chief Clarence Louie
- Wendy Burdon McDonald, C.M.
- Gerald A.B. McGavin, C.M.
- Stephen John Nash
- Murray A. Newman, C.M.
- Chief Alver Tait
- Erich W. Vogt, O.C.

## 2007
- Steven Point (als Vizegouverneur von British Columbia)
- Michael Audain
- Sudarshan Kumar Bakshi
- Ian Baxter, O.C., O.Ont.
- Larry Bell
- William Richards Bennett, P.C.
- Francis John Blatherwick, C.M.
- Max S. Cynader, C.M.
- Gordon Robert Diamond
- B. Brett Finlay, O.C.
- Gloria M. Gutman
- Josephine Mary Mills
- Daphne Odjig, C.M.
- Patricia Mathilda Proudfoot
- James Spencer

## 2008
- Harold “Herb” Peter Capozzi
- Gordon F. Gibson
- Edward “Ted” Harrison, C.M.
- Kenneth Langelier
- Peter Legge
- Kathy Louis, M.S.M.
- Charles Ludgate
- Bruno Marti
- Ann Mundigel Meraw
- Peter Ransford
- Kathy Shields
- Kenneth William Daniel Shields, C.M.
- Mohini Singh
- Arthur Freeman Vickers
- Andrew J. Weaver, PhD

## 2009
- Samuel Belzberg, O.C.
- Leon Bibb
- Hart Buckendahl
- Peter Dhillon
- D. Ross Fitzpatrick
- Robert E. W. Hancock
- Michael R. Hayden
- Clarence Thomas (Manny) Jules
- Dolores Kirkwood
- Brandt Louie
- Ray Markham
- Roy Akira Miki, C.M.
- Linda Warren

## 2010
- Jacob (Jack) Austin, P.C., Q.C.
- Brad Bennett
- Robert Conrad Brunham
- Dan Doyle
- Jeneece Edroff
- John Furlong, O.C.
- Robert (Bob) George Hindmarch
- Chief Tony Hunt
- Milan Ilich
- Patricia (Patti) A. M. Leigh
- Marco Marra
- Julio S. G. Montaner
- Christopher Duncan Rose
- Barbara Ward-Burkitt
- Pauline Hilistis Waterfall

## 2011
- Luigi Aquilini
- Peter Norman Baird
- Gordon M. Campbell
- Ken Dobell
- Crystal Dunahee
- David L. Emerson, P.C.
- Yuri Fulmer
- Tim Jones
- Phil Muir
- James O’Rourke
- Karen O’Shannacery
- Jim Robson
- Baljit Sethi
- Ellen White

## 2012
- David Barrett
- Schwester Nancy Brown
- Kim Campbell, P.C., C.C., Q.C.
- Peter L. Cooperberg
- Christopher Gaze
- Rick Harry (Xwalacktun)
- Norman B. Keevil
- Hassan Khosrowshahi
- Marion Lay
- Carol Matthews
- Djavad Mowafaghian
- James E. Ogilvie
- Tricia C. M. Smith, C.M.
- Robert Brent Thirsk

## 2013
- Peter Stephen Anderson
- Finley Armanious
- Larry Berg
- Sergio Cocchia
- Donna Crocker
- Gregory Fahlman, Ph.D.
- Paula Gordon
- Wendy Grant-John
- Arthur S. Hara, O.C., LL.D., O.R.S.
- Robert H.N. Ho
- George Hungerford
- Charles J. Jago, C.M., Ph.D.
- Charles Scudamore

## 2014
- Roger Barnsley
- Peter Bentley
- Dana Brynelsen
- John Cairns
- Tung Chan
- William (Bill) Clifford
- Douglas Coupland
- Gloria Cuccione
- Leslie Diamond
- James C. Hogg
- Jane Knott Hungerford
- Paul Lacerte
- Donald R. Lindsay
- H. Anne Lippert
- Leonard Stephen Marchand
- K. Barry Marsden
- Chester Moore
- Rudolph (Rudy) North
- David R. Podmore
- John Brian Patrick (Pat) Quinn
- Bob Rennie
- Ellis Ross
- Lorne Richard Segal
- Aubrey Tingle
- Hal Weinberg

## 2015
- Barry Lapointe
- Chief Robert Joseph
- Al B. Etmanski
- Kerry Dennehy
- Tim Collings
- Ron Burnett
- Jim Shepard
- Sing Lim Yeo
- Saida Rasul
- Wendy Lisogar-Cocchia
- Ginny Dennehy
- Jane Dyson
- Norman Rolston
- Hari Varshney
- Tamara Taggart
- Melvin Zajac

## 2016
- Janet Austin
- Kim Baird
- Beverley Boys
- J. Pauline Rafferty
- Allen Eaves
- Frank Giustra
- John Mann
- Saleema Noon
- Cornelia Hahn Oberlander
- Sandra Richardson
- Robert (Red) Robinson
- David Sidoo
- Brian Ray Douglas Smith
- Marjorie White
- Peter K. K. Wong
- Eric M. Yoshida

## 2017
- Joseph James Arvay
- Gary Birch
- James Byrnes
- Elaine Carty
- Lance S. G. Finch
- Jiri Frohlich
- Stanley W. Hamilton
- Roslyn Louise Harrison
- Roslyn Kunin
- Tim Manning
- Sarah Morgan-Silvester
- Wendy Morton
- Paul Myers
- Wally Oppal
- Neil J. Sterritt
- Jennifer Wade

## 2018
- Deborah Abbey
- David Anderson
- Joseph James Arvay
- Janet Austin
- Domenic Cuccione
- Brian Fehr
- Lance Finch
- Anne Giardini
- Tracey Herbert
- Andrew Way Yin Joe
- Grand Chief Percy Joe
- Mary Kitagawa
- Brenda Martens
- George C. Melville
- William (Bill) Millerd
- Brian Minter
- Carey Newman (Ha-yalth-kingeme)

## 2019
- David Brewer
- John Brink
- Pat Carney
- Ronald Cliff
- Jane Coop
- Lynda Farmer
- Murray Farmer
- David Kampe (postum)
- Scott McIntyre
- Judy McLean
- Bruce McManus
- Kimit Rai
- Susan Tatoosh
- Tamara Vrooman
- Carl Walters

## 2020
- Shashi Assanand
- Ryan Beedie
- Michael Bublé
- Shirley Chan
- Neil Cook
- Paul George
- Rusty Goepel
- John Malcolm Horton
- Mel Krajden
- Janet Nadine Mort
- Tracy Porteous
- Carole Taylor
- Ruth Williams